# Portlandia aestuariorum
Portlandia aestuariorum is een tweekleppigensoort uit de familie van de Yoldiidae. De wetenschappelijke naam van de soort is voor het eerst geldig gepubliceerd in 1928 door Mosevich.